# Втора италианско-етиопска война
Втората италианско-етиопска война е война между Италия и Етиопия от 1935 до 1937 година. Тя се разглежда като пример за експанзионистичната политика на силите на Оста и неефективността на Обществото на народите преди избухването на Втората световна война.
След продължителна дипломатическа криза Италия напада Етиопия на 3 октомври 1935 година от своите съседни владения Италианска Еритрея и Италианска Сомалия. Въпреки етиопската съпротива италианците настъпват успешно във вътрешността на страната, възползвайки се от значителното си предимство в техническо отношение. Италианските войски превземат етиопската столица Адис Абеба на 5 май 1936 г. и няколко дни по-късно е обявено присъединяването на Етиопия към новообразуваната колония Италианска Източна Африка. Въпреки това боевете между италиански и редовни етиопски войски продължават до 19 февруари 1937 година.

## Ход на военните действия
На 3 октомври 1935 г. 100 хил. войници на италианската армия под командването на маршал Емилио Де Боно нахлуват от Италианска Еритрея, без преди това да е обявена война. Междувременно, сравнително малка сила под командването на генерал Родолфо Грациани нахлува от Италианска Сомалия. На 6 октомври е превзет град Адуа, който става символичен за италианската армия, На 15 октомври италианските войски завземат Аксум, а обелискът на града е демонтиран и изпратен в Рим, където да бъде поставен пред сградата на министерството на колониите, създадено от фашисткия режим.
Разгневен от бавния и внимателен напредък на Де Боно, италианският министър-председател Бенито Мусолини назначава генерал Пиетро Бадолио на негово място. Етиопските сили нападат пришълците и предприемат контраофанзива през декември 1935 г., но изостаналата им бронирана техника не се справя добре срещу съвременните оръжия на италианците. Дори комуникацията на етиопските сили зависи от пътуващите вестоносци, тъй като те не разполагат с радиоприемници. Това е достатъчно за италианците, които могат да обкръжават италианските отряди и да ги оставят изцяло в неведение относно движението на собствената им армия. Нацистка Германия изпраща оръжия и боеприпаси на Етиопия, тъй като Адолф Хитлер е разгневен на италиански възражения спрямо политиката му относно Австрия. Това удължава войната и отклонява италианското внимание далеч от Австрия. Етиопската контраатака успява да спре италианското настъпление в продължение на няколко седмици, но по-доброто въоръжение на италианците (в частност, тежката артилерия и авиацията) не позволяват на етиопците да се възползват от първоначалния си успех.
През март 1936 г. италианците продължават офанзивата си. На 29 март Грациани бомбардира град Харар, а два дни по-късно италианците спечелват решителна победа при Майчеу, която обезсилва останалата съпротива на етиопците. Етиопският император Хайле Селасие е принуден да избяга в изгнание на 2 май, а силите на Бадолио пристигат в столицата Адис Абеба на 5 май.
Италия обявява анексирането на територията на Етиопия на 7 май, а италианският крал Виктор Емануил III е провъзгласен за неин император. Провинциите Еритрея, Италианска Сомалия и Абисиния (Етиопия) са обединени под формата на Италианска Източна Африка. Въпреки това, сраженията между италианските и етиопските войски продължават до февруари 1937 г. Италианските сили продължават да потушават действията на съпротивата до 1939 г.
И двете страни в конфликта извършват военни престъпления. Италианските войски използват иприт по време на въздушните бомбардировки както срещу военни цели, така и срещу цивилни в опит да се обезкуражи етиопското население. Докладвани са и целенасочени италиански нападения срещу линейки и болници на Червения кръст. Според общите оценки, стотици хиляди етиопски граждани загиват в резултат на италианското нашествие, като в един случай са убити наведнъж около 30 000 цивилни. Престъпленията на етиопците включват употреба на разширяващи се куршуми, убиването на цивилни работници и осакатяването (често чрез кастрация) на военнопленници.